# 富士吉田忍野スマートインターチェンジ
富士吉田忍野スマートインターチェンジ（ふじよしだおしのスマートインターチェンジ）は、山梨県富士吉田市にある東富士五湖道路のスマートインターチェンジ (SIC) である。

## 概要
山中湖インターチェンジと富士吉田インターチェンジの料金区間の間に位置している。当SICの整備により周辺道路の混雑緩和を図るとともに、アクセス性の向上により観光振興に寄与するほか、地域医療サービスの向上などの効果が期待されている。
利用可能車種はETC搭載の全車種で24時間運用。上下線ともに出入可となっている。
ETC割引の流入時間判定は、富士吉田・中央道方面利用の場合は当SICのETCゲート通過時に行われるが、山中湖・須走方面は山中湖・須走方面ランプウェイ上にあるフリーフローアンテナによって行われる。

## 道路
- E68 東富士五湖道路（3-1番）

## 接続する道路
直接連絡
- 市道農場線[3]

間接連絡
- 国道138号

## 沿革
- 2016年（平成28年）5月27日 : 国土交通省より新規事業化[2][3]。
- 2021年（令和3年）3月5日 : IC名称が「富士吉田南スマートIC（仮称）」から「富士吉田忍野スマートIC」に正式決定[5]。
- 2022年（令和4年）7月24日 : 供用開始[6]。

## 周辺
- 道の駅富士吉田エリア（リフレふじよしだエリア）
  - 道の駅富士吉田
  - 富士山アリーナ
  - 富士吉田市立富士山レーダードーム館
- 富士の杜・巡礼の郷公園（ふじさんミュージアムパーク）[7]
  - ふじさんミュージアム（富士吉田市歴史民俗博物館）
  - 古民家（旧武藤家住宅、旧宮下家住宅、古民家カフェ〔小佐野家住宅〕）
  - 鐘山の滝
- 忍野八海

## 隣
E68 東富士五湖道路
(3) 富士吉田IC - (3-1) 富士吉田忍野スマートIC - (4) 山中湖IC